# 25425 Chelsealynn
25425 Chelsealynn este un asteroid din centura principală de asteroizi.

## Descriere
25425 Chelsealynn este un asteroid din centura principală de asteroizi. A fost descoperit pe 14 noiembrie 1999 la Socorro, New Mexico, în cadrul proiectului LINEAR. Asteroidul prezintă o orbită caracterizată de o semiaxă mare de 2,62 ua, o excentricitate de 0,11 și o înclinație de 2,9° în raport cu ecliptica.